# NGC 3822
NGC 3822 (ook: NGC 3848) is een lensvormig sterrenstelsel in het sterrenbeeld Maagd. Het hemelobject werd op 15 maart 1784 ontdekt door de Duits-Britse astronoom William Herschel.

## Synoniemen
- IRAS 11395+1033
- UGC 6661
- HCG 58B
- MCG 2-30-15
- ZWG 68.33
- PGC 36319